# Ваньюань
Ваньюа́нь (кит. упр. 万源, пиньинь Wànyuán) — городской уезд городского округа Дачжоу провинции Сычуань (КНР).

## История
При империи Мин из уезда Да (达县) был выделен уезд Дунсян (东乡县), а в 1515 году из уезда Дунсян был выделен уезд Тайпин (太平县).
Когда после Синьхайской революции образовалась Китайская республика, то в 1914 году в связи с тем, что в провинции Аньхой существовал уезд с точно таким же названием, уезд Тайпин был переименован в Ваньюань. В 1933-1935 годах эти земли входили в состав Сычуань-Шэньсийского советского района.
В 1950 году в составе провинции Сычуань был образован Специальный район Дасянь (达县专区), которому был подчинён уезд. В 1970 году Специальный район Дасянь был переименован в Округ Дасянь (达县地区). В 1978 году из уезда Ваньюань был выделен Промышленно-сельскохозяйственный район Байша (白沙工农区).
В 1993 году постановлением Госсовета КНР округ Дасянь был переименован в округ Дачуань (达川地区), а уезд Ваньюань и промышленно-сельскохозяйственный район Байша были объединены в городской уезд Ваньюань. В 1999 году постановлением Госсовета КНР округ Дачуань был трансформирован в городской округ Дачжоу.

## Административное деление
Городской уезд Ваньюань делится на 12 посёлков и 40 волостей.

## Экономика
В уезде расположен завод Сычуаньской академии космических технологий (подразделение компании China Aerospace Science and Technology Corporation).